# James Rogers (Politiker)
James Rogers (* 24. Oktober 1795 im Union County, South Carolina; † 21. Dezember 1873 ebenda) war ein US-amerikanischer Politiker. Zwischen 1835 und 1843 vertrat er zweimal den Bundesstaat South Carolina im US-Repräsentantenhaus.

## Werdegang
James Rogers wurde 1795 auf der familieneigenen Plantage „Orange Hall“ geboren; heute gehört diese Gegend zum Goshen Hill Township. Nach einer guten Grundschulausbildung studierte er bis 1813 am South Carolina College in Columbia, aus der später die University of South Carolina hervorging. Nach einem anschließenden Jurastudium und seiner Zulassung als Rechtsanwalt begann er in York in seinem neuen Beruf zu arbeiten. In den folgenden Jahren bekleidete er in seiner Heimat verschiedene lokale Ämter. Er war außerdem Mitglied der Staatsmiliz von South Carolina, in der er es bis zum Generalmajor brachte.
Politisch schloss sich Rogers der Bewegung um Präsident Andrew Jackson an und wurde Mitglied der von diesem gegründeten Demokratischen Partei. Im Unterschied zu den meisten Politikern seiner Heimat schloss sich Rogers während der Nullifikationskrise nicht John C. Calhoun und dessen separatistischer Bewegung an. Rogers blieb ein Anhänger der Union und Jacksons. Aus diesem Grund musste er seinen Generalsposten in der Staatsmiliz aufgeben.
Bei den Kongresswahlen des Jahres 1834 wurde er – trotz seiner Haltung während der Nullifikationskrise – im achten Wahlbezirk von South Carolina in das US-Repräsentantenhaus in Washington, D.C. gewählt. Dort trat er am 4. März 1835 die Nachfolge von Richard Irvine Manning an. Da er bei den Wahlen des Jahres 1836 John Peter Richardson unterlag, konnte er bis zum 3. März 1837 nur eine Legislaturperiode im Kongress absolvieren. Zwei Jahre später, bei den Wahlen des Jahres 1838, gelang es ihm, sein Mandat im Repräsentantenhaus zurückzugewinnen. Damit konnte er zwischen dem 4. März 1839 und dem 3. März 1841 erneut den achten Distrikt seines Heimatstaates im Kongress vertreten. Im Jahr 1840 wurde er für den neunten Bezirk gewählt, den er zwischen dem 4. März 1841 und dem 3. März 1843 im Repräsentantenhaus vertrat. Er war der letzte Repräsentant dieses Distrikts, der dann aufgelöst wurde. Seine letzte Legislaturperiode war von den Diskussionen um eine mögliche Annexion der seit 1836 von Mexiko unabhängigen Republik Texas bestimmt. Im Jahr 1842 verzichtete Rogers auf eine Kandidatur in einem anderen Bezirk.
Nach seinem Ausscheiden aus dem US-Repräsentantenhaus zog sich James Rogers auf seine Plantage zurück, die er bis zu seinem Tod im Jahr 1873 bewirtschaftete. Politisch ist er nicht mehr in Erscheinung getreten. Das Haus auf seiner Plantage fiel im Jahr 1929 einem Tornado zum Opfer.